# 鄭寶娟
鄭寶娟（1957年11月1日—）是居住在巴黎的華人女作家。

## 生平
鄭寶娟1957年11月1日出生於臺灣，祖籍河南省滎陽縣，臺灣雲林人，畢業於淡江大學英文系。鄭寶娟曾任記者，從事寫作；擅長小說寫作，現則旅居法國巴黎。
鄭寶娟17歲即於中國時報人間副刊發表首篇短篇小說《某個夏日的午夜》，20歲則獲得第一屆《聯合報》文學獎長篇小說獎。此後分別得過時報文學獎、《中央日報》等多項文學獎。
在寫作態度上，鄭寶娟主張「文學是對人性的抒情與對現實人生的深刻注視，所有技巧與意識型態之耍弄，都是捨本逐末之舉」，本此該作者作品總是以自然樸素的文筆表現她鞭辟入裡的思考、細膩的審美體驗和犀利的分析，精彩而又貼切地寫出人文關懷。

## 寫作
鄭寶娟雖以小說見長，但是散文、評論仍有獨到之處。例如在散文書寫方面，她將生活所體會的過程，於充滿隨機性題材上，發揮她的獨特看法。從買魚、炒菜、吃零嘴等瑣碎平凡的事物中加入自己獨特的審美體驗，行文幽默。在許多書評認為她文章除了靈秘詩情外，亦有一定文化深度。

## 主要作品
- 《無心圓》
- 《抒情時代》
- 《這些人那些人》
- 《失去的水平線》
- 《媽媽們的舌頭》